# Свистунов, Иван Алексеевич
Иван Алексеевич Свистунов (1912 — 1983) — советский военнослужащий, полный кавалер Ордена Славы, сержант.

## Биография
Родился в Асстрахани в рабочей семье. В 1927 году окончил 7 классов школы. Работал плотником на стройке, затем в Астраханском порту.
В ряды Красной армии призывался трижды: в 1934 году, в 1939 (Советско-финская война) и Сталинским райвоенкоматом Астрахани в июне 1941 года. На фронтах Великой Отечественной войны с февраля 1943 года.
16 апреля 1944 года наводчик 120-мм миномёта красноармеец Свистунов возле местечка Борисовка Бендерского района, обеспечивая переправу пехоты через Днестр, отбил 1 атаку и две контратаки противника. При этом уничтожил до 30 солдат и офицеров противника, нескольких ранил. Уничтожил также 2 станковых и один ручной пулемёты, дав возможность пехоте закрепиться на правом берегу Днестра. Приказом по 228 стрелковой дивизии от 18 июня 1944 года он был награждён орденом Славы 3-й степени.
В районе города Сегед на реке Тиса в боях 8—9 октября 1944 года в боях из своего миномёта младший сержант Свистунов отразил 6 контратак противника. При этом были уничтожены: 1 75-мм пушка, 2 миномёта, 2 станковых пулемёта, 8 повозок с военными грузами, автомашина, 50 солдат и офицеров противника. Было также подавлено одно 105-мм орудие противника. Во время боя Свистунов был ранен, но с поля боя не ушёл, пока батарея не выполнила задачу. Был представлен к ордену Отечественной войны 2-й степени, приказом по 53-й армии от 9 января 1945 года он был награждён орденом Славы 2-й степени.
При форсировании реки Грон севернее города Левице и расширении плацдарма на правом берегу сержант Свистунов 25 марта 1945 года в бою поразил 2 пулемета, миномет и до 20 солдат противника. В боях за город Врабле 28 марта 1945 года участвовал в отражении контратак врага. 11 апреля 1945 года преодолел реку Морава в районе города Годонин гранатами разбил пулемет и уничтожил 4 солдат противника. Указом Президиума Верховного Совета СССР от 15 мая 1946 года сержант Свистунов был награждён орденом Славы 1-й степени.
Демобилизовался в 1945 году в звании сержанта. Вернулся на родину, работал в строительных организациях.
Скончался 21 марта 1983 года.